# Hugo Pipping
Knut Hugo Pipping, född 5 november 1864 i Tavastehus, död 31 juli 1944 i Åbo, var en finländsk språkforskare. Han var sonson till Fredrik Wilhelm Pipping, bror till Aline Pipping och far till Rolf Pipping.

## Biografi
Pipping blev student 1882, filosofie kandidat och magister 1886, filosofie licentiat och doktor 1890, docent i fonetik vid Helsingfors universitet 1891, efter kallelse docent i nordiska språk och fonetik vid Göteborgs högskola 1903, extra ordinarie professor i svenska språket och litteraturen vid Helsingfors universitet 1907 samt utnämndes utan ansökan till innehavare av den ombildade professuren i nordisk filologi vid samma universitet 1908. 
Pipping ägnade sig under ledning av Victor Hensen i Kiel åt experimentalfonetiken och författade bland annat Zur Klangfarbe der gesungenen Vocale (i "Zeitschrift für Biologie", XVII, 1890), Über die Theorie der Vocale (i "Acta societatis scientiarium fennicæ" XX, 1894) och Zur Phonetik der finnischen Sprache (i "Mémoires de la Société finno-ougrienne", XIV, 1899). 
Senare forskade Pipping, utan att uppge intresset för fonetiken, huvudsakligen inom den forngotländska och fornsvenska filologin och ljudhistorien. Hit hör bland annat Om runinskrifterna på de nyfunna Ardrestenarna (1901), Gotländska studier (1901), Guta lag och Guta saga jämte ordbok (1905–07) och Äldre Västgötalagens ordskatt (i "Acta societatis scientiarum fennicæ" XLII, 1913). 
Senare publicerade Pipping bland annat Finländska ortnamn (Åbo akademikommittés skrifter, 7, 1918), Om runinskriften på Rökstenen (Finska vetenskapssocietetens "Acta", 49, 1919), Sex kapitel ur de nordiska språkens grammatik (i "Studier i nordisk filologi", 12, 1921) och Inledning till studiet av de nordiska språkens ljudlära (1922). 
Pipping var ledamot av Finska vetenskapssocieteten, utländsk ledamot av Göteborgs vetenskaps- och vitterhetssamhälle samt korresponderande ledamot av Vitterhets-, historie- och antikvitetsakademien. Som medlem av Svenska litteratursällskapets i Finland styrelse (1903–04 och sedan 1907, ordförande 1922–24) redigerade han från 1910 sällskapets skriftserie "Studier i nordisk filologi", där flera undersökningar av honom ingår. På hans 60-årsdag den 5 november 1924 ägnades honom en festskrift med bidrag av 59 inhemska och utländska forskare.